# Нимба
Нимба е окръг в Либерия, с площ 11 546 км² а населението, според преброяването през 2008 г., е 462 026 души. Разположен е в централната част на страната и граничи с Гвинея и Кот д'Ивоар. Столица на окръга е град Саникуели. Нимба се дели на 6 района.